# Gandesa

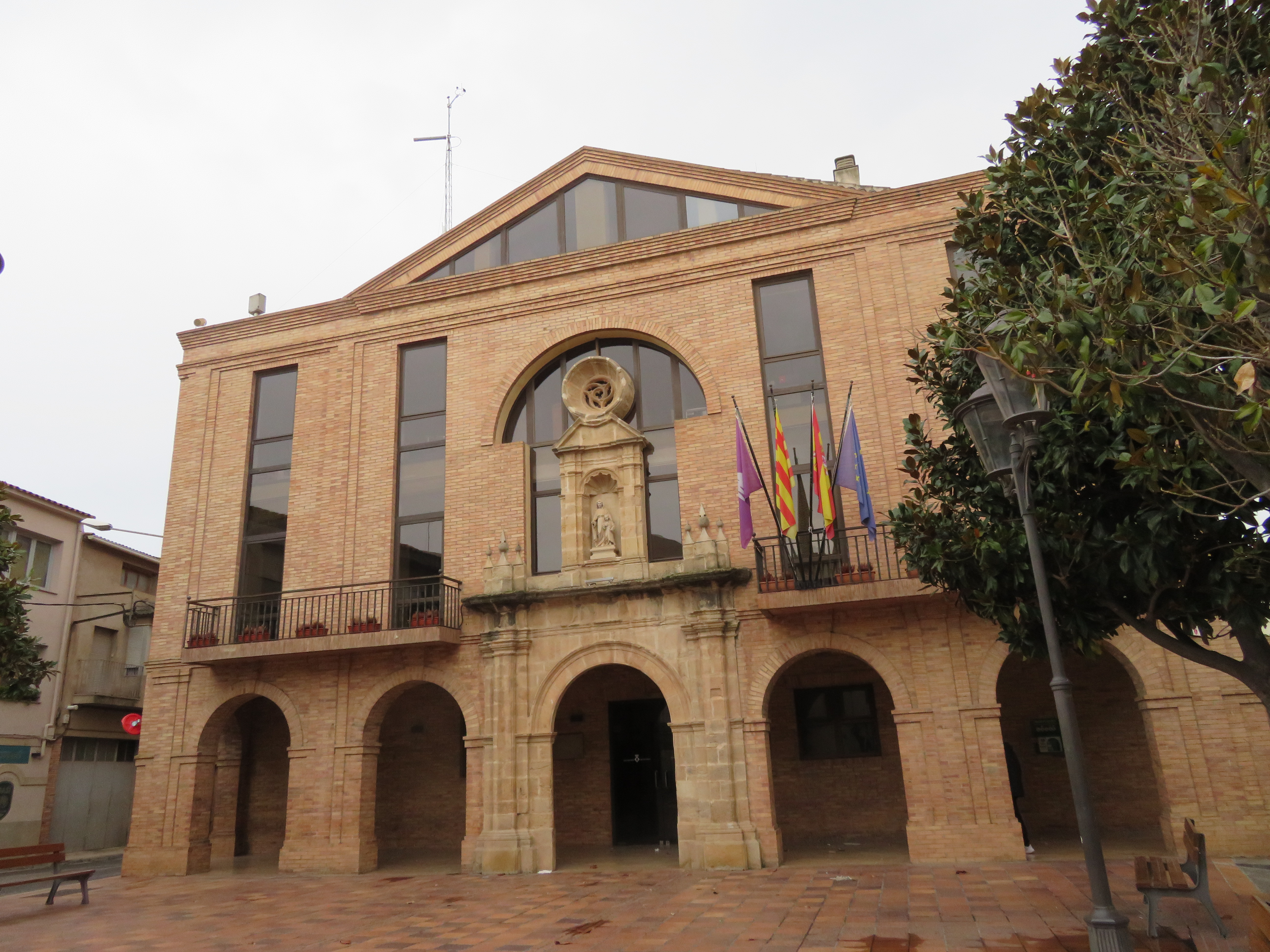
Municipio di Gandesa

Gandesa è un comune spagnolo di 2 641 abitanti situato nella comunità autonoma della Catalogna.

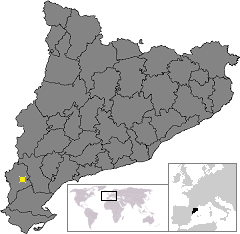
Localizzazione di Gandesa